# Wayne Roycroft
Wayne „Patch“ William Roycroft, AM, (* 21. Mai 1946 in Mansfield, Victoria) ist ein ehemaliger australischer Vielseitigkeitsreiter. Er gewann zwei olympische Bronzemedaillen.

## Sportliche Karriere
An den Olympischen Spielen 1968 in Mexiko-Stadt nahm Roycroft mit seinem Pferd Zhivago teil. Im Einzelwettbewerb wurde er als bester Australier Achter. Die australische Mannschaft mit Wayne Roycroft, Brien Cobcroft und Bill Roycroft erreichte den dritten Platz hinter den Mannschaften aus dem Vereinigten Königreich und aus den Vereinigten Staaten. Der vierte australische Reiter James Scanlon kam nicht in die Wertung.
Acht Jahre später trat Wayne Roycroft auf Laurenson bei den Olympischen Spielen 1976 in Montreal an. In der Einzelwertung war er als Fünfter bester Australier. Die Teamwertung gewann die Equipe aus den Vereinigten Staaten vor der Mannschaft aus der Bundesrepublik Deutschland. Wayne Roycroft, Mervyn Bennett, Bill Roycroft und Denis Pigott erhielten die Bronzemedaille, wobei Pigotts Ergebnis nicht in die Mannschaftspunktzahl eingerechnet wurde.
Bei seiner letzten Olympiateilnahme ritt Wayne Roycroft auf Regal Monarch. Im Einzelwettbewerb der Olympischen Spiele 1984 in Los Angeles wurde Roycroft im Gelände disqualifiziert. Damit lieferte er auch das Streichergebnis für die australische Mannschaft, die mit Andrew Hoy, Mervyn Bennett und Vicki Roycroft den fünften Platz belegte. Wayne Roycroft hatte bei der Eröffnungsfeier der Spiele die Flagge Australiens getragen.
In den 1990er Jahren war Wayne Roycroft australischer Nationaltrainer, in seiner Ära gewann die australische Equipe 1992 und 1996 die olympische Goldmedaille. 1997 wurde Wayne Roycroft in die Sport Australia Hall of Fame aufgenommen. 2014 wurde er Member des Order of Australia.

## Familie
Wayne Roycroft ist der Sohn von Bill Roycroft, mit dem er zusammen zwei olympische Medaillen gewann. Seine Brüder Barry und James waren ebenso als Reiter Olympiateilnehmer für Australien wie seine Frau Vicki Roycroft. 1984 war das Ehepaar Wayne und Vicki Roycroft Teil der australischen Vielseitigkeitsmannschaft.